# Pesnica (reka)
Pésnica (nemško Pößnitz, tudi Pößnitzbach) je reka v severovzhodni Sloveniji, levi pritok Drave. Izvira v gričevnatem svetu pri vasi Pesnica (Pößnitz) v Avstriji, po nekaj kilometrih vstopi v Slovenijo in nato teče večinoma proti jugovzhodu po Pesniški dolini mimo Zgornje Kungote in Lenarta v Slovenskih goricah ter nato po Ptujskem polju mimo Dornave in Gorišnice in se malo nad Ormožem izliva v Dravo.
Večji levi pritoki so Svečinski potok, Cirknica, Jareninski potok, Partinjski potok, Velka, Drvanja, Brnca in Sejanski potok.
Večja desna pritoka sta Jablanški potok in Črmlja.

## Opis reke
Začetek Pesnice je majhen potoček, ki izvira v gričevnatem svetu zahodnega dela Slovenskih goric manj kot kilometer od avstrijsko-slovenske državne meje. Sprva teče proti severu, pri vasi Langegg (slovensko: Vrhovci) vstopi v nekoliko širšo dolino in začenja svoj tok proti vzhodu. Po nekaj sto metrih priteče v Slovenijo in nadaljuje tok po 100–200 m široki dolini skozi Jurski Vrh do Zgornje Kungote, kjer se z leve vanjo steka Svečinski potok. Tu se obrne proti jugovzhodu, dolina postaja vse širša in gosteje poseljena. Med Dolnjo Počehovo in Pesnico pri Mariboru, kjer jo prečkajo nekdanja glavna cesta Maribor–Gradec, štajerska avtocesta med Šentiljem in Mariborom ter Južna železnica Dunaj–Trst, je dolinsko dno široko že več kot 700 m.
Vse od Zgornje Kungote naprej je Pesnica regulirana in zdaj so v nekoč mokrotnem dolinskem dnu večinoma njivske površine. Pri Pernici se steka v spodnji del Perniškega jezera, nekoliko niže teče še skozi manjše jezero Pristava, nato pa so ob njej ali ob pritokih še tri manjša umetna jezera (Komarnik, Radehova in Trojiško jezero na levem pritoku Velka. Nekoliko pod Lenartom se že skoraj dva kilometra široka dolina obrne proti jugu in v tem delu je Pesnica nekoč zaradi zelo majhnega strmca močno vijugala in pogosto poplavljala, tako da so še danes vsa naselja odmaknjena na nekoliko višje dolinsko obrobje. Pri Dornavi vstopi v širno Ptujsko polje in teče sprva mimo Moškanjcev in Gorišnice proti jugovzhodu. Pod Forminom se povsem približa odvodnemu kanalu iz hidroelektrarne Formin, v katerega so speljali kratek razbremenilnik za poplavne vode, Pesnica pa teče še dobrih osem kilometrov naprej in se malo nad Ormožem izliva v Dravo.

## Hidronim in etimologija
Po mnenju jezikoslovcev naj bi se reka prvotno imenovala Pesъnica, pozneje pa naj bi se ime preoblikovalo v sedanjo obliko. Ime izvira iz stare slovanske besede pesъ, ki naj bi pomenila reko, ki teče po pesku. Na takšen izvor imena kažejo tudi podobna imena drugod po slovanskem svetu, npr. Piaśnica (reka na severu Poljske), Písek (mesto na Češkem), Pesь (reka v Rusiji) itd. V starejših zgodovinskih virih je ime reke zapisano mdr. v oblikah die Petznitz (1307), Pezzencz (1320), Pezznz (1320), Pezniz (1196), die Pezznitz (1408), die Pessnitz (1465) itd. Na jožefinskem vojaškem zemljevidu je nemško ime reke zapisano v več oblikah: Pesniza Bach, Pesnicz Bach, Pesznitz Fluß, Peschnitz Fluß, Pesnitz Fluß in Bach Peschnitza.

## Hidrogeografija
Pesnica je bila pred regulacijami v večjem delu toka nižinska reka z majhnim strmcem in počasnim tokom, zaradi česar je močno vijugala po poplavni ravnici. Ob močnejših padavinah se ji pretok hitro poveča in zato je nekoč redno poplavljala obsežne dele dolinskega dna. Ima neizrazit snežno-dežni režim s prvim viškom v marcu in drugim, le nekoliko nižjim v novembru ali decembru. Značilno je izrazito in dolgotrajno obdobje nizkih pretokov v poletnih mesecih, ki traja praviloma od junija do septembra. Ker teče v celoti po nizkem gričevnatem svetu, ima zelo majhen specifični odtok (10,6 l/s/km2; vodomerna postaja Zamušani) in odtočni količnik (32,2 %; vodomerna postaja Zamušani).
Zaradi obsežnih regulacij ima Pesnica danes precej spremenjen rečni režim, v dolgotrajnejših poletnih sušnih obdobjih komajda teče po umetni strugi. V poletnih mesecih je pretok pogosto manjši od 1 m3/s (najmanjši zabeležen pretok v obdobju 1981–2016 so v Zamušanih zabeležili 25.8.1992: 0,13 m3/s). Zlasti ob poletnih nevihtah se lahko pretok hitro poveča in preseže 100 m3/s; v obdobju 1981–2016 so v Zamušanih izmerili največji pretok 103 m3/s (22.11.1991). Tudi v zadnjih letih je očitno, da regulacije v Pesniški dolini ne omogočajo sprotnega odtekanja večjih vodnih količin, k zadnjim poplavam avgusta 2009 pa naj bi določen del prispevala še novozgrajena pomurska avtocesta Maribor–Pince.
V preteklosti je bilo ob Pesnici obsežno in skoraj povsem sklenjeno poplavno območje od Gradiške vse do izliva v Dravo. Zaradi pogostih poplav so bili v dnu doline večinoma le mokrotni travniki in manjša mokrišča, njivske površine so segale le do roba območja vsakoletnih poplav. Ko so v 60. letih dvajsetega stoletja regulirali Pesnico, so povsem spremenili podobo Pesniške doline, vendar pa projekt očitno ni bil optimalno načrtovan, saj so bile regulirane struge načrtovane za 50-letne poplavne vode, ob poplavi avgusta 2009 pa dolvodno od zadrževalnika Pristava niso zmogle prevajati niti 10-letnih visokih voda. Obsežne poplave je dolina doživela še 1. novembra 1990, ko je Pesnica s pritoki na široko poplavila njivske površine pri Pesniškem Dvoru in Močni, pod Hrastovcem, pri Radehovi in pod Zgornjimi Žerjavci.
Avgusta 2009 so imeli ob Pesnici kar dve poplavi: poplavo 4. in 5. avgusta 2009 so povzročila močna poletna neurja, med katerimi je v Slovenskih goricah padlo od 130 do 190 l dežja na km2, Pesnica pa je na vodomerni postaji Ranca dosegla pretok 51,1 m3/s, pri Gočovi pa celo najvišji doslej izmerjeni vodostaj (520 cm). Kljub obsežnim melioracijam je bil poplavljen precejšen del Pesniške doline, tudi na območjih redkih poplav. Nekaj tednov kasneje (22. in 23. avgusta) je zaradi ponovnih močnih padavin prišlo v delih Pesniške doline do novih poplav, čeprav v manjšem obsegu, saj je bil na vodomerni postaji Ranca zabeležen maksimalni pretok 'le' 36,1 m3/s.

## Kakovost vode
Pesnica ne spada med posebej čiste vodotoke, saj ima poleti zelo majhen pretok, počasen tok, njivske površine z intenzivno kmetijsko pridelavo pa segajo takorekoč do struge. Po uradnih podatkih je v večjem delu toka v dobrem kemijskem in slabem do zmernem ekološkem stanju. Ostanki herbicidov ter precejšnje količine nitratov in fosfatov v vodi kažejo, da je glavni onesnaževalec rečne vode kmetijstvo na okoliških zemljiščih.

## Ljudje in reka
Z obsežnimi melioracijskimi posegi so v 60. letih dvajsetega stoletja povsem spremenili večji del toka Pesnice. V celoti so regulirali 59 km Pesnice in 89 km njenih pritokov, izkopali 101 km osuševalnih jarkov, zgradili 7 večnamenskih vodnih zadrževalnikov in izvedli podzemno drenažo na 8000 ha kmetijskih površin. Celotna dolina je dobila povsem drugačno podobo: namesto nekdanjih mokrotnih travnikov so v njenem dnu danes obsežne njivske površine, reka pa je ujeta v enolično, močno izravnano strugo, ob kateri je le ozek pas grmovja.
Zamisel o omejevanju poplav v Pesniški dolini se je v 60. letih 19. stoletja najprej razširila med nemškimi veleposestniki, a so manjši kmetje temu odločno nasprotovali. Štajerska deželna vlada v Gradcu je kljub temu v letih 1871–1875 naročila izdelavo prvega načrta regulacije Pesnice od Pesniškega Dvora do izliva v Dravo. Šele leta 1898 so začeli z geodetsko izmero območja in 1902 izdelali nov načrt regulacije. Po tem načrtu naj bi strugo prestavili v najnižji del dolinskega dna, izravnali meandre in povečali pretočnost rečne struge. Z deli so pričeli najprej v zgornjem delu pri Spodnji Kungoti in v spodnjem toku pri Moškanjcih, kar je povzročilo povečanje poplav v srednjem toku. Načrovanih del niso dokončali, saj je to pomembno gospodarsko vprašanje na začetku 20. stoletja preraslo v politično obračunavanje med desnimi in liberalnimi strankami v štajerskem deželnem zboru in tudi na lokalnem nivoju.
Šele v letih 1960–1967 so ponovno nadaljevali z regulacijami Pesnice in pritokov. Na dolžini 37 km so izkopali povsem novo strugo Pesnice od Gočove do Velike Nedelje in jo obdali z nizkima protipoplavnima nasipoma, vendar pa so visoke vode v letih 1972 in 1973 pokazale, da ureditev ni zadoščala niti za varstvo pred desetletnimi poplavami, tako da so morali povišati nasipe in popraviti nekatere odseke. Dodatne posege v pretočne razmere Pesnice so na odseku med Ranco in Močno morali izvesti tudi ob gradnji pomurske avtoceste, vendar so poplave leta 2009 pokazale, da kljub velikim posegom Pesniška dolina ni povsem varna pred poplavami. V celoti gledano so melioracije močno spremenile podobo pokrajine, z njimi smo izgubili precej dragocenih mokrotnih habitatov, so se pa močno povečale kmetijske površine za intenzivno pridelavo poljščin.
Ob spodnjem toku Pesnice je pri Mihovcih glavno črpališče pitne vode za ormoški vodovod, kjer podtalnico umetno bogatijo z dravsko vodo iz odvodnega kanala hidroelektrarne Formin.

## Varstvo narave
Zaradi melioracij in regulacij je tudi rastlinski in živalski svet doživel velike spremembe, vendar se je biološko stanje kljub velikim posegom sčasoma do neke mere stabiliziralo. Največ so k temu prispevali vodni zadrževalniki, ki so postali prave oaze bujnega življenja v sicer zelo enoličnem dolinskem dnu Pesniške doline. Zanje je značilen zelo bogat ptičji svet, so tudi izjemno pomembni habitati močno ogroženih dvoživk ter številnih rastlinskih vrst.
Kljub velikim posegom se je v Pesnici ohranila tudi vidra (Lutra lutra), ki je zdaj stalno prisotna, vendar pa je ogrožena zaradi onesnaževanja vode s kmetijskih površin in s komunalnimi odplakami ter močno spremenjene izoblikovanosti rečne struge.
Od nekdanje narave je ob Pesnici ostalo malo ohranjenega, a preostalo se zdaj varuje kot naravna vrednota. Pri Pernici je ohranjen edini, okoli 2 km dolg, vijugast odsek stare struge Pesnice, od nekdanjih nižinskih gozdov je ostalo le nekaj zaplat pri Dragučovi, Bišu, Spodnjem Velovleku in pri Dornavi; pri Dornavi in Bišu sta v njih koloniji sivih čapelj (Ardea cinerea). Zlasti na jezerih in v njihovi okolici je zelo bogata ptičja favna, mdr. redka in ogrožena bela štorklja (Ciconia ciconia) in kosec (Crex crex) ter številne druge redke in ranljive vrste ptičev.
V zgornjem toku, od državne meje do železniškega nasipa pri Pesnici, je reka poseljena s salmonidnimi in ciprinidnimi vrstami rib: potočna postrv (Salmo trutta), neavtohtona šarenka (Oncorhynchus mykiss), klen (Leuciscus cephalus cephalus), klenič (Leuciscus leuciscus), rdečeoka (Rutilus rutilus) in zelenika (Alburnus alburnus alburnus). V srednjem in spodnjem toku ter v zadrževalnikih živijo ciprinidne vrste: krap (Cyprinus carpio), klen (Leuciscus cephalus cephalus), smuč (Sander lucioperca), ščuka (Esox lucius), rdečeoka (Rutilus rutilus), rdečeperka (Scardinius erythropthalmus), ploščič (Abramis brama), zelenika (Alburnus alburnus alburnus) in neavtohtoni sončni ostriž (Lepomis gibbosus). Za športni ribolov so najprivlačnejši vodni zadrževalniki, predvsem jezero Radehova in Trojiško jezero.